# Hormuzakia
Hormuzakia, rod jednogodišnjeg i dvogodišnjeg raslinja i pustinjskih grmova iz porodica boražinovki. Postoje 3 priznate vrste raširene u srednjem i istočnom Sredozemlju.
Jedna od ovih vrsta, H. negevensis, smatra se jednom od najrjeđih biljaka na svijetu, i ograničena je na pustinju Negeb.

## Vrste
1. Hormuzakia aggregata (Lehm.) Guşul.
2. Hormuzakia limbata (Boiss.) Guşul.
3. Hormuzakia negevensis (Danin) Danin & Hilger